# Festuca acanthophylla
Festuca acanthophylla är en gräsart som beskrevs av Étienne-Émile Desvaux. Festuca acanthophylla ingår i släktet svinglar, och familjen gräs. Inga underarter finns listade i Catalogue of Life.